# Estenurins
Els estenurins (Sthenurinae) són una subfamília extinta de marsupials diprotodonts de la família dels macropòdids que visqueren al continent australià entre el Miocè inferior i l'Holocè. Se n'han trobat restes fòssils a Austràlia Occidental, Nova Gal·les del Sud, Queensland, Tasmània, el Territori del Nord i Victòria (Austràlia). L'espècie més petita d'aquest grup era Procoptodon gilli, mentre que d'altres, com P. goliah i les del gènere Sthenurus, ultrapassaven els 225 kg de pes i els 3 metres de llargada. Eren mamífers folívors que ocupaven el mateix nínxol ecològic en el seu medi que els bovinis en altres ecosistemes.